# Gayane Martirosian
 Gayane Martirosian, Gajane Martirosian, orm. Գայանե Մարտիրոսյան (ur. 3 stycznia 1954 w Tbilisi, zm. 25 stycznia 2023 w Warszawie) – ormiańsko-polska lekarka, specjalistka mikrobiologii lekarskiej, nauczycielka akademicka, profesor nauk medycznych. 
Kierownik Katedry i Zakładu Mikrobiologii Lekarskiej Wydziału Nauk Medycznych w Katowicach Śląskiego Uniwersytetu Medycznego w Katowicach (2002–2023), konsultant wojewódzka w dziedzinie mikrobiologii lekarskiej na teren województwa śląskiego. 

## Życiorys
W 1977 ukończyła studia na Wydziale Lekarskim Akademii Medycznej w Erywaniu, tam także rozpoczęła pracę w Zakładzie Epidemiologii i Parazytologii. W roku 1983 uzyskała doktorat w Narodowym Centrum Badawczym Epidemiologii i Mikrobiologii im. Nikołaja Gamalei Akademii Nauk ZSRR. 
W roku 1989 w ramach stypendium habilitacyjnego przyjechała do Warszawy i rozpoczęła pracę w Zakładzie Mikrobiologii Lekarskiej Akademii Medycznej w Warszawie. Następnie współpracowała z tamtejszym Zakładem Histologii i Embriologii oraz Centrum Biostruktury WUM na stanowisku docenta i profesora nadzwyczajnego.

Brała udział w stażach w Kansas Medical School w zakresie chorób zakaźnych (1994), Harvard Medical School (1996–1997) i Medical Center UC Davis w Sacramento.

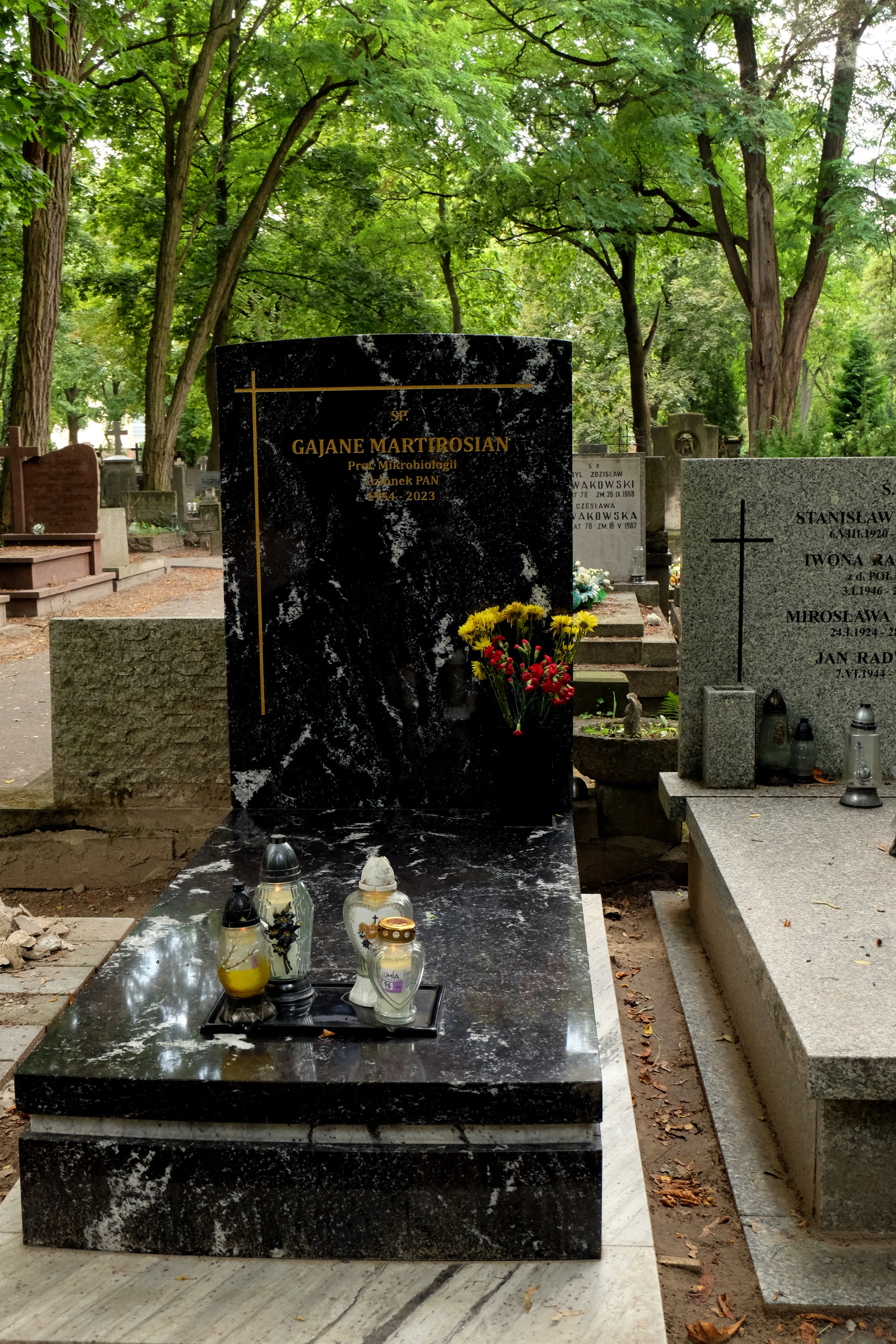
Grób Gayane Martirosian na Cmentarzu Powązkowskim w Warszawie

7 kwietnia 1996 habilitowała się na podstawie pracy zatytułowanej Rzekomobłoniaste zapalenie jelit: epidemiologia, etiologia, diagnostyka. 24 kwietnia 2008 uzyskała tytuł profesora nauk medycznych. .
Od 2002 była kierownikiem w Katedrze i Zakładzie Mikrobiologii Lekarskiej na Wydziale Nauk Medycznych Śląskiego Uniwersytetu Medycznego w Katowicach.
Została wiceprzewodniczącą katowickiego oddziału Polskiego Towarzystwa Mikrobiologów i członkiem Komitetu Immunologii i Etiologii Zakażeń Człowieka PAN.
Zmarła w wieku 69 lat. Została pochowana na Starych Powązkach w Warszawie.

## Nagrody i wyróżnienia
- Międzynarodowa Nagrodą im. M. Rogosa[1]
- Nagroda zespołowa MZiOS[1]